# Han Hwa-soo
Han Hwa-soo   (3 de febrer de 1963 - abril 2020) fou una jugadora d'handbol sud-coreana que va competir durant la dècada de 1980.
El 1984 va prendre part en els Jocs Olímpics de Los Angeles, on guanyà la medalla de plata en la competició d'handbol.